# Etienne Urka
Etienne Lambertus Maria Urka (Paramaribo, 4 augustus 1954) is een Nederlander van Surinaamse afkomst.

## Biografie
Urka, alias Eutje, alias De generaal, werd geboren te Paramaribo. Op zijn veertiende verbleef hij in kindertehuis Don Bosco in Scheveningen en belandde hij wegens inbraken in het voormalige Lloyd Hotel te Amsterdam in de jeugdgevangenis. 
In 1972 werkte Etienne Urka als een soort manusje van alles bij de CPNB, de "Collectieve Propaganda van het Nederlandse Boek" aan de Nieuwezijds Voorburgwal in Amsterdam. Hij verrichtte allerlei klusjes, en reed zo nu en dan op een brommertje door de stad om pakjes te bezorgen of op te halen. Door het overige personeel werd de behulpzame jongeman soms vertederd aangeduid als "die kleine E-10".
In 1974 kocht hij een wapen bij Paul Wilking ("Pistolen Paultje") dat per ongeluk afging, waarbij Urka de ochtendjas en het gasfornuis van Wilking doorboorde.
Hij zou de tip hebben gegeven waardoor in het voorjaar van 1975 de poging tot gijzeling van koningin Juliana verijdeld kon worden.
Halverwege de jaren tachtig trad hij in dienst bij Klaas Bruinsma als lijfwacht, en groeide uit tot tweede man van de organisatie. Na Bruinsma's liquidatie zou hij onder anderen bodyguard Geurt Roos en zijn voormalige bazin Thea Moear financieel hebben benadeeld.
In 1992 begon het IRT met de Operatie Delta die gericht was tegen de organisatie van Urka. In 1998 werd hij tot zes jaar gevangenisstraf veroordeeld wegens hasjhandel en lidmaatschap van een criminele organisatie, na een proces waarin Thea Moear een van de getuigen was. In april 1999 werd hij in hoger beroep vrijgesproken.
Toen hij in 1995 hoorde dat filmregisseur Gerrard Verhage de filmrechten had gekocht van het door Bart Middelburg geschreven boek De dominee (1992) over het leven van Klaas Bruinsma, zou Urka Verhage geld hebben geboden als zijn leven uit de film werd geschreven en namen en toespelingen naar bestaande situaties zouden worden verwijderd. Mede hierdoor heeft Verhage besloten de namen in de film te veranderen. Het geld heeft hij nooit aangenomen.